# Kawass Airport
Kawass Airport är en flygplats i Guinea.   Den ligger i prefekturen Boke Prefecture och regionen Boke Region, i den västra delen av landet, 160 km nordväst om huvudstaden Conakry. Kawass Airport ligger 3 meter över havet.
Terrängen runt Kawass Airport är mycket platt. Runt Kawass Airport är det ganska glesbefolkat, med 38 invånare per kvadratkilometer. Närmaste större samhälle är Kamsar, 7,4 km väster om Kawass Airport. I omgivningarna runt Kawass Airport växer huvudsakligen savannskog.